# Бондарчук Анатолій Павлович
Бондарчу́к Анатолій Па́влович (нар. 31 травня 1940, Старокостянтинів) — український легкоатлет, олімпійський чемпіон і один з найкращих тренерів у світі з метання молота.
Закінчив Кам'янець-Подільський педагогічний інститут (1963 р.).1 За час кар'єри спортсмена Бондарчук тренувався в Києві і виступав за спортивне товариство "Колос".

## З життєпису
Бондарчук Анатолій Павлович
чемпіон Європи (1969 р.), заслужений майстер спорту (1969 р.), бронзовий призер чемпіонату Європи (1971 р.), Чемпіон Ігор ХХ Олімпіади (1972 р.), яка проходила в Мюнхені. Його переможний результат — 75,50 м, став олімпійським рекордом
бронзовий призер Ігор ХХІ Олімпіади (1976 р.), заслужений тренер СРСР (1976 р.).
Доктор педагогічних наук (1987 р.).
рекордсмен світу з метання молота.
Бондарчук Анатолій Павлович — у 1969 році двічі встановлював світові рекорди: 74,68 м та 75,48 м.
Впродовж тренерської кар'єри підготував до олімпійських ігор 24-х спортсменів, включно зі світовим рекордсменом Юрієм Сєдих та Юрія Тамма
Юрія Сєдих — чемпіона Ігор ХХІ та ХХІІ Олімпіад (1976, 1980 рр.) у метанні молота, срібного призера Ігор XXIV Олімпіади (1988 р.), чемпіона світу (1991 р.) та срібного призера (1983 р.) чемпіонату світу, чемпіона Європи (1978, 1982, 1986 рр.);
Юрія Тамма — бронзового призера Ігор ХХІІ та XXIV Олімпіад (1980, 1988 рр.) у метанні молота, срібного призера чемпіонату світу (1987 р.).
Ітана Кацберга — чемпіона Ігор XXXIII (2024 р.) у метанні молота, чемпіона світу (2023 р.) 
Зараз проживає і тренує в Канаді.

## Нагороди
- Орден Трудового Червоного прапора (1976 р.)1
- Орден «Знак Пошани»